# Silvio Broedrich
Silvio Alois Max Broedrich  (* 9. März 1870 in Mitau, Gouvernement Kurland, Russisches Kaiserreich; † 2. Mai 1952 in Eutin) war ein deutschbaltischer Siedlungspolitiker.

## Leben und Wirken
Broedrich besuchte das Gymnasium in Goldingen und studierte von 1889 bis 1891 Theologie an der Universität Dorpat; hier war er Mitglied der Curonia. 1892 wurde er Eleve an der zum Polytechnikum Riga  gehörenden Versuchsfarm Peterhof in Kurland und übernahm 1893 das Familiengut Kurmahlen. 1894–1905 war er Stadtverordneter in Goldingen. Von 1908 an legte er in Kurland auf Kurmahlen und mehreren von ihm erworbenen Gütern  durch Parzellierung bäuerliche Pacht- und Eigentumssiedlungen mit deutschen Kolonisten aus Südrussland (vor allem Wolhynien) an, um das Deutschtum zu stärken. Nach der 1920 erfolgten Enteignung von Kurmahlen ging Broedrich nach Berlin und war an der Ausarbeitung des Reichssiedlungsgesetzes beteiligt. 1923–26 beriet er die Regierung Litauens bei ihrer Agrarreform und war dann in der Gesellschaft zur Förderung der inneren Kolonisation tätig. Auf dem von ihm geleiteten Lehrgut Jeserig bei Brandenburg wurden 1929/39 viele deutsche Junglandwirte, auch aus Lettland und Estland ausgebildet. Seit 1945 lebte er in Schleswig-Holstein und gründete 1947 die Ostholsteinische Landsiedlung GmbH.

## Schriften
- Kolonisationsmöglichkeiten im Ostseegebiete Rußlands und in Litauen, in: Archiv f. Innere Kolonisation, 1915, S. 276–84.
- Das neue Ostland. 1915.
- Gründung d. dt. Bauerngemeinden Kurmahlen-Planetzen in Kurland, Kr. Goldingen. in: Archiv für innere Kolonisation, 1916, S. 73–84.
- Schnelle Besiedlung in Kurland – vor und nach dem Kriege. in: Archiv für innere Kolonisation, 1916, S. 161–69.
- Deutsche Bauern in den baltischen Provinzen. in: Der Panter, 1917, S. 893–900.
- Siedlungsarbeit im Osten. in: Jahrbuch der Bodenreform, 1916, S. 161–192.
- Kampf um deutschen Lebensraum. Erinnerungen. Hrsg. Philisterverband der Curonia. [ca. 1987]